# Moûtiers
Moûtiers, v minulosti nazývané Tarentaise, je francouzská obec v departementu Savojsko, regionu Auvergne-Rhône-Alpes, na jihovýchodě Francie.
Slouží jako přístupový bod do lyžařské oblasti Les Trois Vallées a je zde důležité vlakové nádraží pro vysokorychlostní linky TGV z Lyonu, Paříže, a jiných měst. Město má malé historické centrum s úzkými uličkami, kolem Katedrály Svatého Pierra. Hostilo televizní vysílání zimních olympijských her 1992

## Geografie
Moûtiers se nachází hluboko v údolí Tarentaise mezi Albertville a Bourg-Saint-Maurice. Mnoho populárních francouzských lyžařských středisek se nachází v blízkosti města. Protéká tudy řeka Isère.

## Demografie
| 1962 | 1968 | 1975 | 1982 | 1990 | 1999 | 2006 |
| ---- | ---- | ---- | ---- | ---- | ---- | ---- |
| 3788 | 4161 | 4187 | 4342 | 4295 | 4151 | 4348 |
|      |      |      |      |      |      |      |

## Památky
- Katedrála Svatého Pierra
- Grand Rue (hlavní ulice)